# 湯氏角燈魚
湯氏角灯鱼（学名：Ceratoscopelus townsendi）为輻鰭魚綱燈籠魚目灯笼鱼科的其中一種，分布於太平洋及大西洋海域，屬深海魚類，棲息深度100-500公尺，體長可達18.4公分，喜群游，垂直洄游，以浮游動物等為食。

## 扩展阅读
維基物種上的相關：湯氏角灯鱼